# Gambrinus Liga 2007/08
Die Gambrinus Liga 2007/08 war die 15. Spielzeit der höchsten tschechischen Spielklasse im Fußball. Sie fand vom 5. August 2007 bis zum 17. Mai 2008 mit einer Winterpause vom 10. Dezember 2007 bis 15. Februar 2008 statt.
16 Mannschaften spielten an insgesamt 30 Spieltagen aufgeteilt in einer Hin- und einer Rückrunde jeweils zwei Mal gegeneinander.
Aus der 2. Liga 2006/07 waren zwei Prager Klubs aufgestiegen, FK Viktoria Žižkov und Bohemians 1905 Prag, welche die beiden Absteiger FK Marila Příbram und 1. FC Slovácko ersetzten.
Aus der Gambrinus Liga 2007/08 qualifizierte sich der tschechische Meister für die dritte Qualifikationsrunde zur UEFA Champions League 2008/09, der Vizemeister qualifizierte sich für die zweite Qualifikationsrunde. Im UEFA-Pokal 2008/09 startet der Tabellendritte (zweite Qualifikationsrunde) sowie der Pokalsieger (erste Runde). Im UEFA Intertoto Cup 2008 startet der FK Teplice.
Tschechischer Meister 2007/08 wurde Slavia Prag, Vizemeister wurde Sparta Prag. Für den UEFA-Pokal qualifizierten sich FC Baník Ostrava und der unterlegener Pokalfinalist FC Slovan Liberec. Der FK Teplice qualifizierte sich als Tabellenfünfter für den Intertoto Cup, da der Tabellenvierte 1. FC Brünn für diesen Wettbewerb nicht meldete.
Als erster Absteiger stand nach dem 28. Spieltag der FK SIAD Most fest. Zweiter Absteiger war Bohemians 1905 Prag.

## Teilnehmer
| Verein              | Spielort           | Stadion                            | Kapazität |
| ------------------- | ------------------ | ---------------------------------- | --------- |
| Slavia Prag         | Prag               | Synot Tip Aréna                    | 21.000    |
| Sparta Prag         | Prag               | AXA Arena                          | 20.374    |
| FK Teplice          | Teplice            | Stadion Na Stínadlech              | 18.221    |
| Baník Ostrava       | Ostrava            | Stadion Bazaly                     | 17.372    |
| 1. FC Brünn         | Brünn              | Městský fotbalový stadion Srbská   | 12.550    |
| SK Sigma Olmütz     | Olmütz             | Andrův stadion                     | 12.014    |
| Slovan Liberec      | Liberec            | Stadion u Nisy                     | 9.900     |
| Viktoria Pilsen     | Pilsen             | Stadion města Plzně                | 7.842     |
| FK SIAD Most        | Most               | Fotbalový stadion Josefa Masopusta | 7.500     |
| Bohemians 1905 Prag | Prag               | Stadion Ďolíček                    | 6.836     |
| Dynamo Budweis      | České Budějovice   | E.ON Stadion                       | 6.746     |
| FC Tescoma Zlín     | Zlín               | Stadion Letná                      | 6.375     |
| FK Jablonec 97      | Jablonec nad Nisou | Stadion Střelnice                  | 6.280     |
| FK Viktoria Žižkov  | Prag               | Stadion Viktoria                   | 5.600     |
| FK Mladá Boleslav   | Mladá Boleslav     | Městský stadion Mladá Boleslav     | 5.000     |
| SK Kladno           | Kladno             | Stadion Františka Kloze            | 4.000     |

## Abschlusstabelle
| Pl. | Verein                  | Sp. | S  | U  | N  | Tore    | Diff. | Punkte |
| --- | ----------------------- | --- | -- | -- | -- | ------- | ----- | ------ |
| 1.  | Slavia Prag             | 30  | 17 | 9  | 4  | 045:240 | +21   | 60     |
| 2.  | Sparta Prag (M, P)      | 30  | 17 | 6  | 7  | 053:260 | +27   | 57     |
| 3.  | Baník Ostrava           | 30  | 15 | 10 | 5  | 051:280 | +23   | 55     |
| 4.  | 1. FC Brünn             | 30  | 16 | 7  | 7  | 043:320 | +11   | 55     |
| 5.  | FK Teplice              | 30  | 16 | 5  | 9  | 040:270 | +13   | 53     |
| 6.  | Slovan Liberec          | 30  | 12 | 8  | 10 | 035:310 | +4    | 44     |
| 7.  | FK Mladá Boleslav       | 30  | 11 | 9  | 10 | 037:360 | +1    | 42     |
| 8.  | FC Tescoma Zlín         | 30  | 10 | 8  | 12 | 028:310 | −3    | 38     |
| 9.  | Viktoria Pilsen         | 30  | 10 | 8  | 12 | 032:370 | −5    | 38     |
| 10. | FK Viktoria Žižkov (N)  | 30  | 10 | 7  | 13 | 035:480 | −13   | 37     |
| 11. | SK Sigma Olmütz         | 30  | 8  | 12 | 10 | 020:260 | −6    | 36     |
| 12. | FK Jablonec 97          | 30  | 8  | 9  | 13 | 024:320 | −8    | 33     |
| 13. | Dynamo Budweis          | 30  | 8  | 8  | 14 | 027:350 | −8    | 32     |
| 14. | SK Kladno               | 30  | 6  | 9  | 15 | 031:450 | −14   | 27     |
| 15. | Bohemians 1905 Prag (N) | 30  | 5  | 11 | 14 | 024:400 | −16   | 26     |
| 16. | FK SIAD Most            | 30  | 4  | 8  | 18 | 031:580 | −27   | 20     |

Platzierungskriterien: 1. Punkte – 2. Direkter Vergleich (Punkte, Tordifferenz, geschossene Tore) – 3. Tordifferenz – 4. geschossene Tore

| (M) | amtierender tschechischer Meister     |
| (P) | amtierender tschechischer Pokalsieger |
| (N) | Neuaufsteiger der letzten Saison      |

## Kreuztabelle
| 2007/08             | 1. FC Brünn | Dynamo Budweis | FK Jablonec 97 | SK Kladno | Slovan Liberec | FK Mlada Boleslav |     | SK Sigma Olmütz | Banik Ostrava | Viktoria Pilsen | Bohemians 1905 Prag | Slavia Prag | Sparta Prag | FK Teplice.svg | FK Viktoria Žižkov | FC Tescoma Zlin.svg |
| ------------------- | ----------- | -------------- | -------------- | --------- | -------------- | ----------------- | --- | --------------- | ------------- | --------------- | ------------------- | ----------- | ----------- | -------------- | ------------------ | ------------------- |
| 1. FC Brünn         |             | 2:1            | 2:1            | 0:0       | 2:0            | 0:3               | 2:1 | 1:0             | 0:0           | 0:1             | 2:0                 | 2:1         | 4:2         | 2:2            | 3:1                | 0:0                 |
| Dynamo Budweis      | 0:2         |                | 0:0            | 0:0       | 2:0            | 2:2               | 1:0 | 2:0             | 3:0           | 1:1             | 2:0                 | 1:2         | 1:1         | 1:0            | 1:1                | 1:0                 |
| FK Jablonec 97      | 2:0         | 1:0            |                | 1:0       | 1:2            | 1:1               | 1:0 | 2:0             | 1:1           | 0:1             | 0:0                 | 0:1         | 0:2         | 1:0            | 3:0                | 0:3                 |
| SK Kladno           | 1:2         | 5:1            | 1:1            |           | 1:3            | 0:1               | 1:1 | 1:0             | 3:0           | 1:2             | 2:1                 | 0:1         | 0:1         | 0:2            | 3:2                | 2:2                 |
| Slovan Liberec      | 1:1         | 0:0            | 2:1            | 1:1       |                | 1:2               | 2:1 | 2:1             | 1:1           | 2:0             | 0:0                 | 1:1         | 4:3         | 4:0            | 2:2                | 0:1                 |
| FK Mladá Boleslav   | 1:3         | 2:1            | 1:1            | 2:1       | 0:2            |                   | 1:1 | 1:1             | 3:1           | 3:0             | 2:0                 | 0:2         | 1:4         | 1:1            | 0:1                | 0:1                 |
| FK SIAD Most        | 2:2         | 3:1            | 2:1            | 2:2       | 0:1            | 2:1               |     | 1:1             | 0:2           | 1:1             | 2:4                 | 2:3         | 0:5         | 2:3            | 1:0                | 0:1                 |
| SK Sigma Olmütz     | 1:1         | 1:0            | 1:1            | 1:1       | 1:0            | 1:0               | 2:2 |                 | 1:0           | 1:0             | 1:1                 | 1:3         | 0:0         | 1:0            | 2:0                | 0:1                 |
| Baník Ostrava       | 2:1         | 2:0            | 3:0            | 4:1       | 3:1            | 3:3               | 5:2 | 0:1             |               | 2:0             | 2:0                 | 2:2         | 0:0         | 0:0            | 3:0                | 2:1                 |
| Viktoria Pilsen     | 2:0         | 1:1            | 2:0            | 1:2       | 0:1            | 2:0               | 6:2 | 2:0             | 0:4           |                 | 2:0                 | 0:0         | 0:0         | 0:2            | 3:1                | 1:1                 |
| Bohemians 1905 Prag | 3:1         | 0:2            | 1:1            | 1:1       | 1:0            | 1:1               | 1:0 | 0:0             | 0:2           | 2:2             |                     | 2:0         | 0:0         | 0:2            | 2:2                | 1:2                 |
| Slavia Prag         | 1:0         | 1:0            | 2:2            | 2:0       | 1:0            | 1:1               | 2:0 | 0:0             | 0:0           | 3:0             | 2:1                 |             | 1:1         | 1:0            | 0:3                | 7:1                 |
| Sparta Prag         | 0:2         | 1:0            | 1:0            | 4:1       | 1:0            | 0:1               | 3:0 | 1:0             | 1:2           | 3:1             | 3:1                 | 0:2         |             | 1:0            | 6:1                | 2:1                 |
| FK Teplice          | 0:1         | 4:2            | 1:0            | 1:0       | 2:0            | 1:2               | 1:0 | 1:1             | 1:1           | 1:0             | 2:0                 | 3:1         | 2:1         |                | 4:1                | 2:1                 |
| FK Viktoria Žižkov  | 3:4         | 2:0            | 2:0            | 1:0       | 1:1            | 1:0               | 1:0 | 2:0             | 0:2           | 0:0             | 2:1                 | 1:1         | 1:4         | 1:2            |                    | 2:0                 |
| FC Tescoma Zlín     | 0:1         | 1:0            | 0:1            | 4:0       | 0:1            | 0:1               | 1:1 | 0:0             | 2:2           | 3:1             | 0:0                 | 0:1         | 0:2         | 1:0            | 0:0                |                     |

## Die Meistermannschaft von Slavia Prag
| 1.          | Slavia Prag |
| ----------- | --- |
| Slavia Prag | - Tor: Martin Vaniak (24/-), Michal Vorel (7/-) - Abwehr: Erich Brabec (24/1), František Dřížďal (17/1), David Hubáček (25/-), Tomáš Jablonský (8/-), Matej Krajčík (25/-), Martin Latka (11/-), Theodor Gebre Selassie (9/-), Ondřej Šourek (2/1), Marek Suchý (26/1), Michal Švec (8/-) - Mittelfeld: Martin Abraham (12/2), Tijani Belaid (15/4), Jan Blažek (7/1), Jaroslav Černý (12/1), Milan Ivana (17/1), Marek Jarolím (8/1), David Kalivoda (18/2), Daniel Pudil (21/6), Vladimír Šmicer (12/2), Dušan Švento (6/-), Mickaël Tavares (22/2), Ladislav Volešák (16/3) - Sturm: Rógerio Gaúcho (4/1), Petr Janda (5/-), Tomáš Necid (3/-), Zdeněk Šenkeřík (22/3), David Střihavka (7/1), Goce Toleski (12/3), Stanislav Vlček (13/7) - Trainer: Karel Jarolím |

- Zu den 44 Torschützen von Slavia kommt noch ein Eigentor von Ivan Hašek (Bohemians 1905 Prag) hinzu.

## Torschützenliste
| Pl. | Name              | Mannschaft                        | Tore |
| --- | ----------------- | --------------------------------- | ---- |
| 01. | Václav Svěrkoš    | Baník Ostrava                     | 15   |
| 02. | Miroslav Slepička | Sparta Prag                       | 12   |
| 03. | Jan Rajnoch       | FK Mladá Boleslav                 | 11   |
| 04. | Goce Toleski      | FK SIAD Most (7), Slavia Prag (3) | 10   |
| 05. | Lukáš Magera      | Baník Ostrava                     | 9    |
| 06. | Libor Došek       | Sparta Prag                       | 8    |
| 06. | Libor Žůrek       | FC Tescoma Zlín                   | 8    |
| 06. | Robert Zeher      | Baník Ostrava                     | 8    |
| 09. | Aleš Besta        | 1. FC Brünn                       | 7    |
| 09. | Stanislav Vlček   | Slavia Prag                       | 7    |
| 09. | Martin Fenin      | FK Teplice                        | 7    |
| 09. | Adam Varadi       | Viktoria Pilsen                   | 7    |